# NGC 4356
NGC 4356 (другие обозначения — IC 3273, ZWG 70.48, UGC 7482, VCC 713, MCG 2-32-26, FGC 1427, IRAS12217+0848, PGC 40342) — спиральная галактика (Sc) в созвездии Девы.
Эта галактика наблюдается с ребра, газ в ней распределён в гораздо меньшей области, чем наблюдается оптическое излучение, в чём она похожа на NGC 4307, в ней в целом наблюдается дефицит нейтрального атомарного водорода. Наблюдается хвост из нейтрального водорода, возможно, возникший в результате приливного обдирания. Между центром распределения газа и его кинематическим центром наблюдается небольшое рассогласование, но из-за малости оно не обязательно свидетельствует о лобовом давлении на галактику от газа в скоплении Девы. Поблизости расположена галактика VCC 740, следов взаимодействия между ними не обнаружено.
Этот объект входит в число перечисленных в оригинальной редакции «Нового общего каталога».